# カービィ バトルデラックス!
『カービィ バトルデラックス!』（Kirby Battle Royale）は、ハル研究所が開発し、任天堂より2017年11月30日に発売されたニンテンドー3DS用ゲームソフト。ヨーロッパでは同年11月3日、アメリカでは2018年1月19日に発売された。

## 概要
10種類のバトル競技が楽しめる『星のカービィシリーズ』の対戦アクションゲーム。ソフト1本で最大4人までのマルチプレイに対応しており、インターネット対戦にも対応している。1人でデデデ大王が開催する大会に挑戦するストーリーモードがあり、通常とは勝利条件が異なるバトルを勝ち進めていく。
星のカービィシリーズの4体（カービィ、デデデ大王、メタナイト、ワドルディ）とキュービィ（ハコボーイ!シリーズ）のamiiboに対応しており、バトルで使える特別な着せ替えが手に入る。

## 登場キャラクター
カービィ
主人公。ストーリーモードではデデデ大王が開催した「デデデグランプリ」にデラックス山もりケーキを目当てに参加する。
ワドルディ
使用キャラクターの一人。能力はパラソル。
ストーリーモードではバンダナワドルディがカービィのチームパートナーとして登場。セリフが一切ないカービィに代わり、ストーリーの進行を務めることになる。公式動画「必勝法映像」ではスージーのアシスタントを担当している。声優は齋藤彩夏。
また、デデデ大王の部下である「へいたいワドルディ」が敵として登場する。能力はスピア。
デデデ大王
使用キャラクターの一人。能力はハンマー。ストーリーモードでは「カービィプリンター」というマシンを使いカービィのコピーを大量に作り出し、カービィを倒すため「デデデグランプリ」を開催する。順調に勝ち進むカービィに対し自らも出場し、最後は巨大メカ「デデ・デデデンZ」でカービィに挑む。一人称は「おれさま」。
メタナイト
使用キャラクターの一人。能力はソード。ストーリーモードでは「デデデグランプリ」の参加者として登場し、カービィに立ちふさがる。
アックスナイト
ストーリーモードでのメタナイトのチームパートナー。能力はカッター。
スージー
『ロボボプラネット』に登場したハルトマンワークスカンパニーの秘書。「とばせ! ロケットレース」の観客にいる。また公式動画「必勝法映像」では、バンダナワドルディと共にバトル競技の必勝法を解説している。声優は大本眞基子。

## バトル競技
競技は全10種類。ランダムで選ばれる3つのバトルを戦い、総合成績で勝敗が決まる。
バトルロイヤル
円形のコロシアムで4人のプレイヤーが戦い、最後まで生き残った1人が勝者となる。
あつめて! りんごマッチ
2人1組のチームに分かれ、制限時間内に集めたりんごの数を競う。りんごを持っている相手に攻撃して妨害できる。
トレジャーハンティング
ユーレイから逃げながらコインを集める。ユーレイに捕まると相手になすりつけるまでコインが減り続ける。
アタックライダーズ
円形のステージで相手を攻撃してチップを奪いあう。バイクに乗ると大量のチップを奪うチャンスになる。
こたえて! アクションシアター
次々に出されるお題に答え、先に5問正解したプレイヤーが勝者となる。相手に攻撃して正解のパネルからはじき出すことができる。
とばせ! ロケットレース
次々と投げ込まれるエネルギーを自分のロケットに取り込み、より高くまでロケットを飛ばしたプレイヤーが勝利となる。相手のロケットを攻撃してエネルギーを奪うことができる。
VS ロボボンカース
円形のステージで中央に現れる巨大メカ「ロボボンカース」に攻撃し、より多くのダメージを与えたプレイヤーが勝利となる。
スマッシュホッケー
フィールド上のディスクをはじき相手にぶつけると得点になる。ぶつけられるとしばらくリングに戻れなくなる。
ぽいぽいトレイン
鉱石を拾い、走る列車のコンテナに投げ入れる。鉱石の種類やコンテナの場所で得点が変わる。
フラッグシュート
2vs2のチーム戦でボールを相手側の旗にぶつけると得点になる。ボールだけでなく旗も持ち運ぶことができる。

## ノベライズ版
角川つばさ文庫よりノベライズ版『星のカービィ 決戦！バトルデラックス！！』（作：高瀬美恵 絵：苅野タウ・ぽと）が2018年3月15日に発売された。ゲームには登場しない小説オリジナルキャラクターとして、カービィプリンターの開発者が登場。コピーされたカービィは無口で表情がなく心が感じられない存在として描かれており、メタナイトには「偽物ごときでは、相手としては物足りなかった」と、手厳しく評されている。また、コピーカービィのある行動に本物のカービィが激怒するシーンがある。
ワドルディもこの機械でコピーが大量に生み出されたが、こちらは感情を持っている様子が窺える。エピローグではカービィプリンターが破壊された後も消滅せず、デデデ大王のもとに皆部下として仕え、その後の作品にも登場している。